# Estómago
El estómago  (del latín stomăchus, derivado del griego στόμαχος [stomachos], a partir del prefijo στόμα [stoma], «boca») es la porción del tubo digestivo situada entre el esófago y el intestino. En la especie humana se localiza en la región superior izquierda del abdomen, por debajo del diafragma. Es una cámara en la que se mezclan y almacenan los alimentos ingeridos que se van vaciando en pequeños intervalos hacia el duodeno gracias a los movimientos peristálticos. El vaciamiento gástrico completo necesita varias horas después de una comida copiosa. El estómago es muy distensible, por lo que varía considerablemente de tamaño dependiendo de si está lleno o vacío. Tiene forma de “J”, cuenta con dos extremos u orificios, el superior se llama cardias y se comunica con el esófago y el inferior se llama píloro que se comunica con el intestino delgado. Está dividido en cuatro regiones: cardias, fondo, cuerpo y región antropilórica. Segrega varias sustancias que reciben en conjunto el nombre de jugo gástrico, formado principalmente por ácido clorhídrico y pepsina, enzima proteolítica que divide las proteínas en fragmentos de menor tamaño para facilitar su absorción. En el estómago los alimentos se transforman en una papilla pastosa que se llama quimo.

## Anatomía humana
El tamaño del estómago es variable dependiendo de su grado de distensión, cuando está medio lleno mide por término medio 25 cm de alto, 12 de ancho y 8 en sentido anteroposterior.
La capacidad media es de alrededor de 1200 mililitros (ml). En casos extremos la ruptura se puede producir con volúmenes de 4000 ml.

Se encuentra situado en la región superior izquierda del abdomen, por debajo del diafragma; su posición es variable dependiendo de si la persona se encuentra de pie o tendido.
La forma aplanada del estómago en reposo determina la presencia de una cara anterior y una cara posterior. Asimismo delimita una curvatura menor, que se extiende desde el cardias hasta el píloro y forma el borde cóncavo del estómago, y una curvatura mayor, que forma el lado convexo del estómago y tiene una longitud cuatro veces mayor que la de la curvatura menor. 
Anatómicamente se divide en varias áreas: cardias, fundus, cuerpo, antro y píloro.
- Cardias. El cardias del estómago es un orificio que comunica el estómago con la porción inferior del esófago. Cuenta con fibras musculares que contribuyen a impedir que el contenido ácido del estómago refluya hacia el esófago.

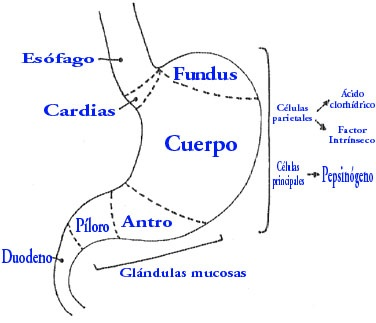
Células secretoras de ácido (oxínticas) en las Regiones superiores del estómago

- Fundus. El fondo (fundus)[7] es la porción superior del estómago, próxima al cardias.
- Cuerpo. El cuerpo (corpus) es la porción central o principal, más extensa del estómago que abarca ambas curvaturas. En este sector se encuentran las glándulas gástricas oxínticas que secretan ácido clorhídrico.
- Antro. El antro (antrum)[8] es el nombre de la región inferior del estómago, con forma de embudo, donde convergen los pliegues de la mucosa antes del píloro.
- Píloro. El Píloro está situado entre el estómago y el duodeno. Es un engrosamiento de las fibras musculares de la pared del tubo digestivo que forma un esfínter con la finalidad de controlar el vaciado gástrico. Normalmente se encuentra en estado de contracción.

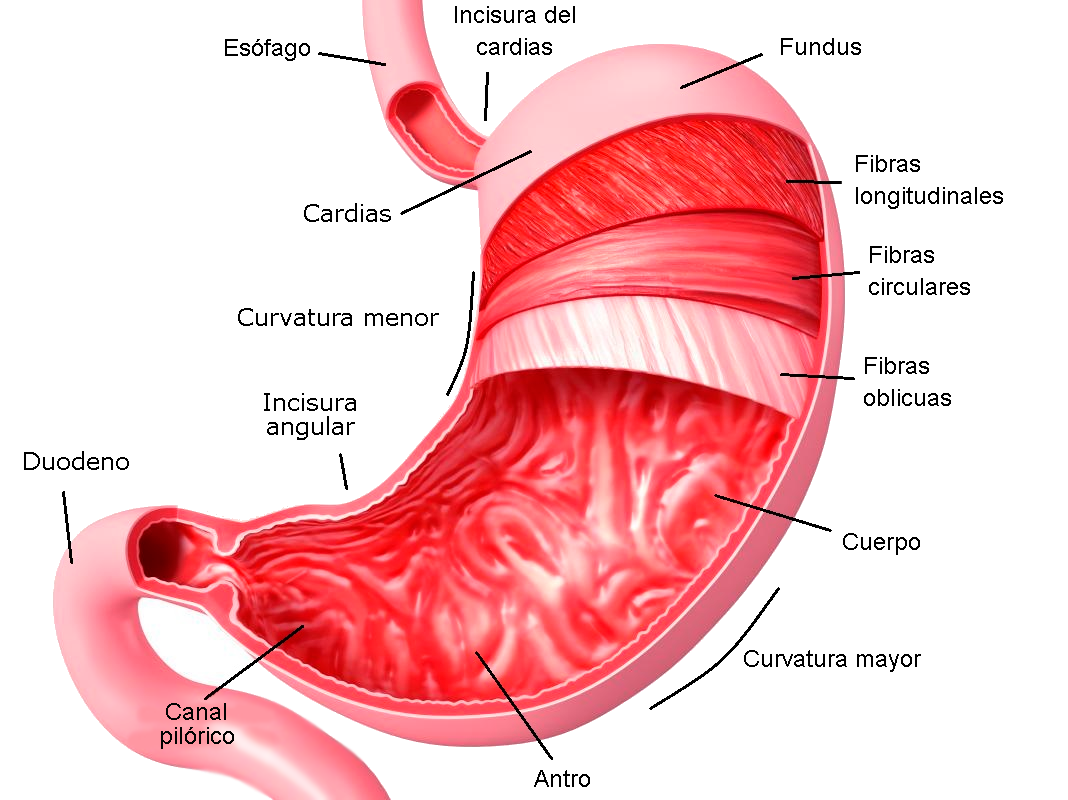
Fibras de la pared gástrica.

La pared del estómago está formada por las capas características de todo el tubo digestivo: mucosa, submucosa, muscular y serosa. La mucosa cuenta con células que producen moco, ácido clorhídrico y enzimas digestivas. La capa muscular consta de fibras longitudinales, circulares y oblicuas. La serosa corresponde a la envoltura más externa del órgano.[cita requerida]

### Pliegues gástricos
La mucosa que cubre la capa interna del estómago no es lisa, presenta un conjunto de pliegues longitudinales grandes y alargados que tienen la función de multiplicar la superficie de la mucosa. Cuando el estómago se llena, los pliegues desaparecen y reaparecen de nuevo cuando tiene lugar el proceso de vaciado. En la superficie interna de los pliegues, existen un conjunto de orificios que se llaman criptas, fositas gástricas o foveolas en donde desembocan las glándulas gástricas.
El estómago tiene unos sistemas de fijación en sus dos extremos, los cuales quedan unidos por la curvatura menor a través del omento (epiplón) menor. A nivel del cardias existe el ligamento gastrofrénico por la parte posterior, que lo une al diafragma. Por la parte pilórica queda unido a la cara inferior del hígado por el ligamento gastrohepático. Estos sistemas de fijación determinan sus relaciones con otros órganos abdominales.

### Irrigación arterial

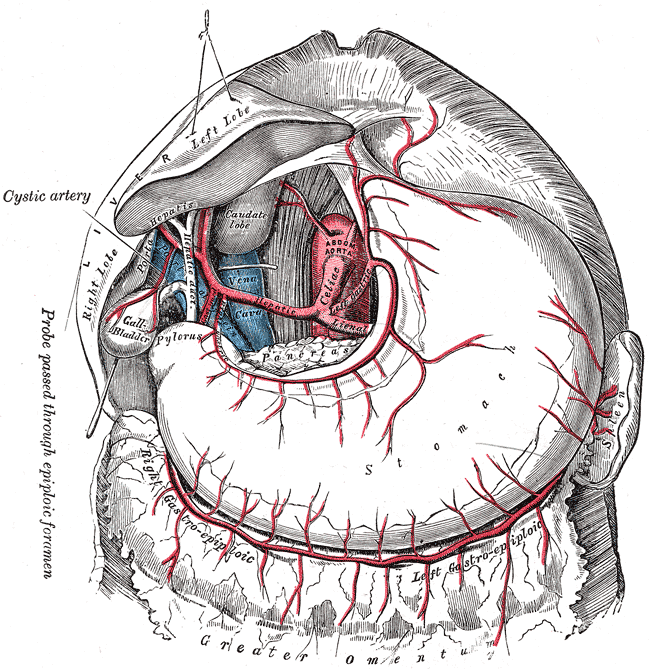
Arteria gástrica izquierda y otras ramas del tronco celíaco (estómago in situ).

La irrigación corre a cargo de ramas de la aorta abdominal. El tronco celíaco da lugar a la arteria gástrica izquierda, que recorre la curvatura menor hasta anastomosarse con la arteria gástrica derecha, rama de la arteria hepática propia (que sale de la arteria hepática común, rama del tronco celíaco); estas dos arterias llegan a formar lo que es la coronaria gástrica superior. De la arteria hepática común surge también la arteria gastroduodenal, que da lugar a la arteria gastroepiploica derecha que recorre la curvatura mayor hasta anastomosarse con la arteria gastroepiploica izquierda, rama de la arteria esplénica (que proviene del tronco celíaco); estas forman lo que es la coronaria gástrica inferior. Esta irrigación viene complementada por las arterias gástricas cortas que, procedentes de la arteria esplénica, alcanzan el fundus del estómago.

### Retorno venoso
El retorno venoso es muy paralelo al arterial, con venas gástricas derecha e izquierda, además de la vena prepilórica, que drenan en la vena porta; venas gástricas cortas y gastroepiploica izquierda que drenan en la vena esplénica; vena gastroepiploica derecha que termina en la mesentérica superior. A través de las venas gástricas cortas se establece una unión (anastomosis) entre el sistema de la vena porta y de la vena cava inferior por medio de las venas de la submucosa del esófago.[cita requerida]

### Drenaje linfático del estómago
En el estómago los vasos  linfáticos son numerosos, y comienzan debajo el epitelio, en el espesor del conjuntivo de la capa mucosa llamada lámina propia. Los vasos linfáticos se originan en extremos en fondo de saco dilatados. Luego se anastomosan a otros, aumentando así su diámetro, hasta conductos colectores.
El drenaje linfático viene dado por cadenas ganglionares que recorren la curvatura mayor (nódulos gastroepiploicos derechos e izquierdos y nódulos gástricos derecho e izquierdo). Se complementan con los ganglios linfáticos celíacos y pilóricos.  Existen dieciséis grupos ganglionares que corresponden a tres secciones: ganglios perigástricos, como los de curvatura menor y mayor, localizados en los troncos arteriales como el tronco celíaco, y ganglios alejados del estómago, como los retropancreáticos y los paraaórticos. No obstante, se ha comprobado que el drenaje linfático del estómago no tiene un patrón fijo y cualquier ganglio linfático puede ser el primero en verse afectado por la diseminación de un proceso neoplásico.

## Histología
La pared del estómago está formada por las capas características de todo el tubo digestivo: mucosa, submucosa, muscular y serosa. 

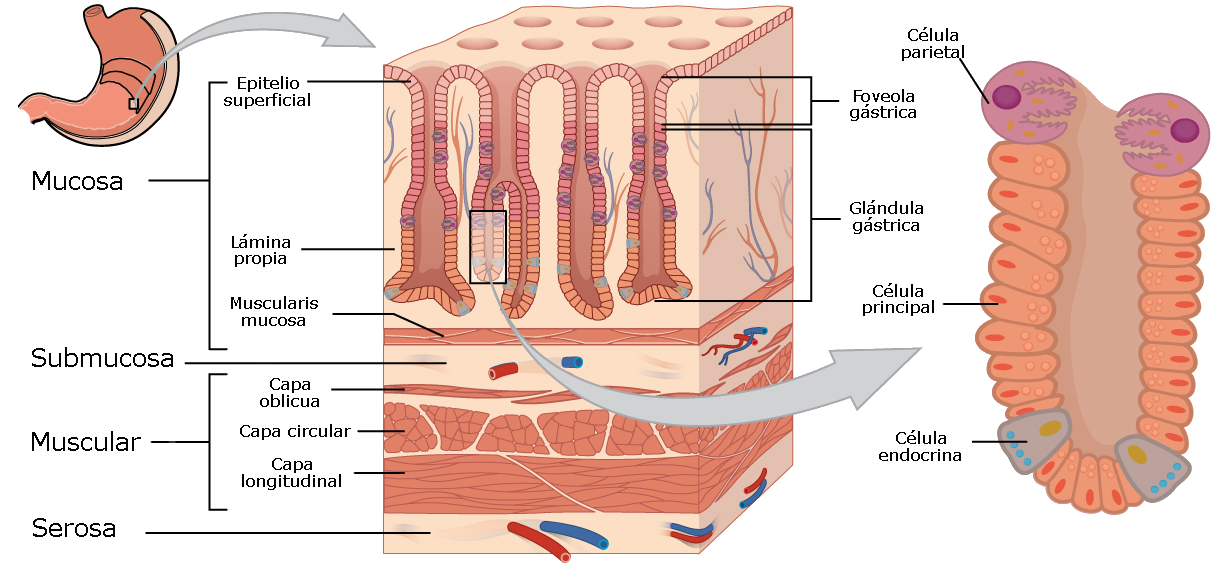
Macro y Microscopía.

### Mucosa
La túnica mucosa del estómago presenta múltiples pliegues, crestas y criptas. Se divide en tres capas: epitelio, lámina propia de la mucosa y lámina muscular de la mucosa.
- Epitelio. En la superficie de la mucosa existen células epiteliales simples que reciben el nombre de células mucosas superficiales.

Las células epiteliales forman tubos simples de células secretoras, que se llaman glándulas gástricas las cuales desembocan en las foveola gástrica en la luz del estómago.
En las glándulas gástricas existen diferentes tipos de células, cada una de las cuales produce una sustancia diferente:
- - Células mucosas: Producen mucus
  - Células parietales: Producen ácido clorhídrico y factor intrínseco.
  - Células principales: producen pepsinógeno y lipasa gástrica.
  - Células endocrinas
    - Células G. Se localizan en el antro pilórico y producen gastrina, sustancia que pasa directamente a la sangre y estimula la secreción de ácido clorhídrico y pepsinógeno.
    - Células D que segregan somatostatina. Sin embargo la mayor parte de esta hormona es producida por las células delta situadas en los islotes de Langerhans del páncreas.
    - Células enterocromafines (células EC) que segregan serotonina.[12]
    - Células ECL liberadoras de histamina, sustancia esencial para estimular la secreción de ácido clorhídrico por las células parietales.
    - Células X/A secretoras de ghrelina que es la única hormona que se produce en las células gástricas y que actúa centralmente (cerebro) para estimular la ingesta de alimentos.[13]
- Lámina propia de la mucosa: formada por tejido conectivo laxo.
- Lámina muscular de la mucosa: también llamada muscularis mucosae, presenta dos capas, poco diferenciadas entre sí.

### Túnica submucosa
Está formada por tejido conjuntivo moderadamente denso (tejido de sostén que conecta o une las diversas partes del cuerpo), en el cual se encuentran numerosos vasos sanguíneos, linfáticos y terminaciones nerviosas. Debajo de la mucosa se forma una red nerviosa denominada Plexo submucoso o plexo de Meissner.

### Túnica muscular
Dentro de ella se encuentran tres capas de músculo liso que son: interna u oblicua, medio o circular y externa o longitudinal.
La túnica muscular está formada de adentro hacia afuera por fibras oblicuas, el estrato circular y el estrato longitudinal. La túnica muscular gástrica puede considerarse como el músculo gástrico porque gracias a sus contracciones, el bolo alimenticio se mezcla con los jugos gástricos y se desplaza hacia el píloro con los movimientos peristálticos.[cita requerida]
La túnica muscular posee sus fibras en distintas direcciones, desde más interno a más externo, teniendo fibras oblicuas, un estrato circular y un estrato longitudinal. En un corte transversal se distingue claramente esta diferencia en la disposición de las fibras musculares. Se puede observar que el estrato circular, en algunos lugares está engrosado formando los esfínteres que regulan el paso de los alimentos.
Las células musculares lisas del estómago están inervadas por el Plexo mientérico o de Auerbach.

### Túnica serosa
La túnica serosa, constituida por tejido conectivo laxo tapizado por una capa epitelial llamada mesotelio, envuelve al estómago en toda su extensión, expandiéndose en sus curvaturas para formar el omento menor, el omento mayor y el ligamento gastrofrénico.

## Embriología
El estómago se forma por un proceso de dilatación del tubo primitivo, concretamente del intestino anterior. Empieza a reconocerse visualmente a partir de las cuarta semana de gestación. Durante el proceso de dilatación, la porción dorsal crece con mayor rapidez y da origen a la curvatura mayor, mientras que la superficie ventral origina la curvatura menor. A medida que crece se produce un giro de 90° en el eje longitudinal, de tal forma que la curvatura mayor se orienta hacia la izquierda, mientras que la menor lo hace hacia la derecha.

## Fisiología del estómago

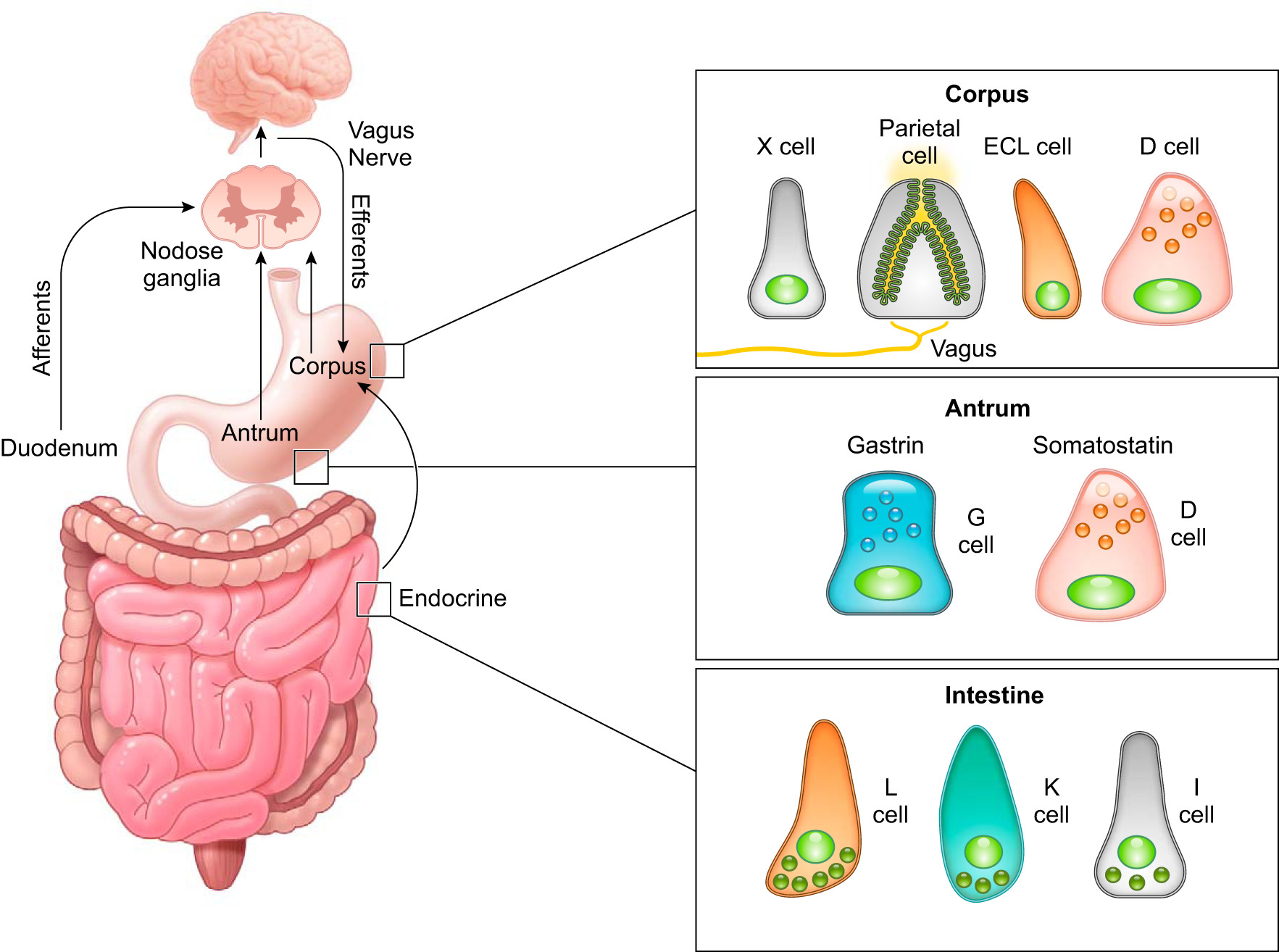
Ácido gástrico y su contro por células Entero-endocrinas.

La fisiología del estómago implica una interacción compleja y dinámica, entre las estructuras anatómicas que lo forman, las secreciones que produce, el ambiente que las rodea y los factores exógenos que ingresa cada individuo. 

Las funciones del estómago incluyen secreción de hormonas que actúan localmente mediante (señalización paracrina), sobre receptores gastro-intestinales y también centralmente (señalización endócrina) sobre receptores del cerebro. El estómago es el primer sitio donde los alimentos tienen un contacto prolongado con el tejido epitelial gastrointestinal. Por tanto es lógico que el estómago juegue un papel importante en la regulación del hambre y la saciedad.
El estómago recibe los alimentos triturados y húmedos, tiene gran capacidad de distensión y puede albergar en el humano hasta 1.9 litros (1900 mililitros)  de alimentos y líquidos.

Las células que forman la capa mucosa de la pared del estómago, producen diferentes sustancias que ayudan a la digestión y reciben en conjunto el nombre de jugo gástrico. 
Los principales componentes secretados son el mucus, el ácido clorhídrico y la pepsina. El ácido clorhídrico tiene la función de coagular las proteínas de los alimentos y destruir la mayor parte de los microorganismos, mientras que la pepsina es una enzima proteasa que fragmenta las proteínas y las divide en péptidos más pequeños y aminoácidos.

### Mezclado gástrico
La mezcla de los alimentos con el jugo gástrico produce una papilla semilíquida muy ácida que recibe el nombre de quimo. El quimo abandona el estómago a través del píloro y pasa al intestino delgado donde tiene lugar la mayor parte del proceso de absorción de las sustancias nutritivas.

Durante el mezclado, cuando la contracción peristáltica alcanza el píloro, el esfínter está totalmente cerrado. Cuando el quimo que está siendo impulsado hacia delante alcanza el esfínter cerrado, vuelve hacia atrás. A medida que el quimo es impulsado hacia delante y atrás en el antro gástrico se produce el mezclado.
La función del estómago está controlada por el sistema nervioso autónomo, siendo el nervio vago (X par craneal), el principal componente del sistema nervioso parasimpático. La acidez del estómago está controlada por varias moléculas entre las que se encuentran la acetilcolina, la histamina, la gastrina, la secretina y la prostanglandina E2.

### Secreción de moco
Una capa de mucus en continua renovación cubre la pared del estómago. Es producido por dos tipos de células: las células mucosas superficiales y las células mucosas del cuello de las glándulas gástricas, cada una de las cuales produce una mucina diferente. El moco gástrico está formado por mucinas, glicoproteínas y agua. Tiene entre otras funciones proteger la mucosa del ambiente ácido corrosivo que llena la cavidad gástrica.

### Secreción de gastrina

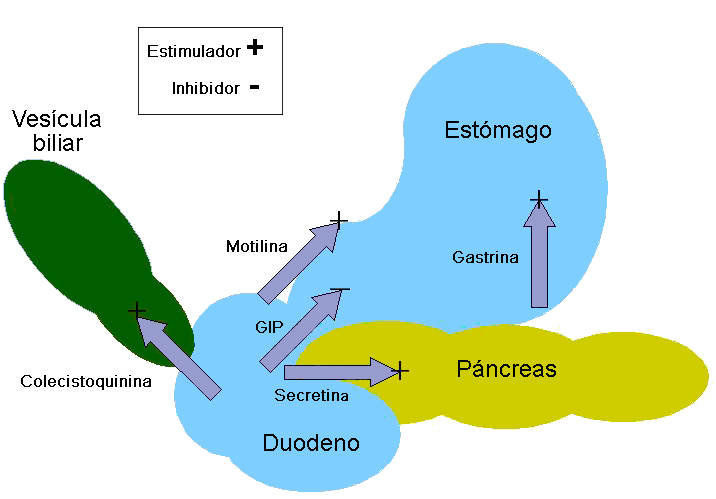
La gastrina estimula el vaciamiento gástrico y la producción de ácido clorhídrico.

La gastrina es una hormona liberada por las células G situadas dentro de las glándulas el antro del estómago. Es una hormona peptídica, principalmente responsable de mejorar el crecimiento de la mucosa gástrica, la motilidad gástrica y la secreción de ácido clorhídrico.

Pasa a la sangre y estimula el vaciamiento gástrico y la producción de ácido clorhídrico por las células parietales. Además contrae el esfínter esofágico inferior, relaja el esfínter pilórico y estimula las células ECL para que produzcan histamina.
La gastrina es una de las sustancias más importantes en la regulación de la actividad gástrica. Se segrega en respuesta a la distensión del estómago y la elevación del pH gástrico que tiene lugar después de la ingesta de alimentos.

### Secreción de histamina
La histamina es una molécula que tiene gran importancia en la fisiología gástrica. Se sintetiza por células ECL situadas en las glándulas del estómago, en respuesta a la gastrina. La histamina tras su liberación estimula los receptores H2 ubicados en las células parietales, provocando secreción de ácido clorhídrico. En medicina se utilizan los medicamentos antagonista H2, como la ranitidina, con la finalidad de disminuir la producción de ácido y mejorar los síntomas de varias enfermedades gástricas.

### Bomba de protones
Es un mecanismo de transporte activo de la membrana celular por el cual se secreta H+ que se intercambia por iones K+. Este proceso es realizado en las células parietales del estómago y es la base para la formación de ácido clorhídrico en la cavidad gástrica. Algunos medicamentos, como el omeprazol, son capaces de inhibir la bomba de protones y disminuyen la acidez gástrica.

### Vaciamiento gástrico

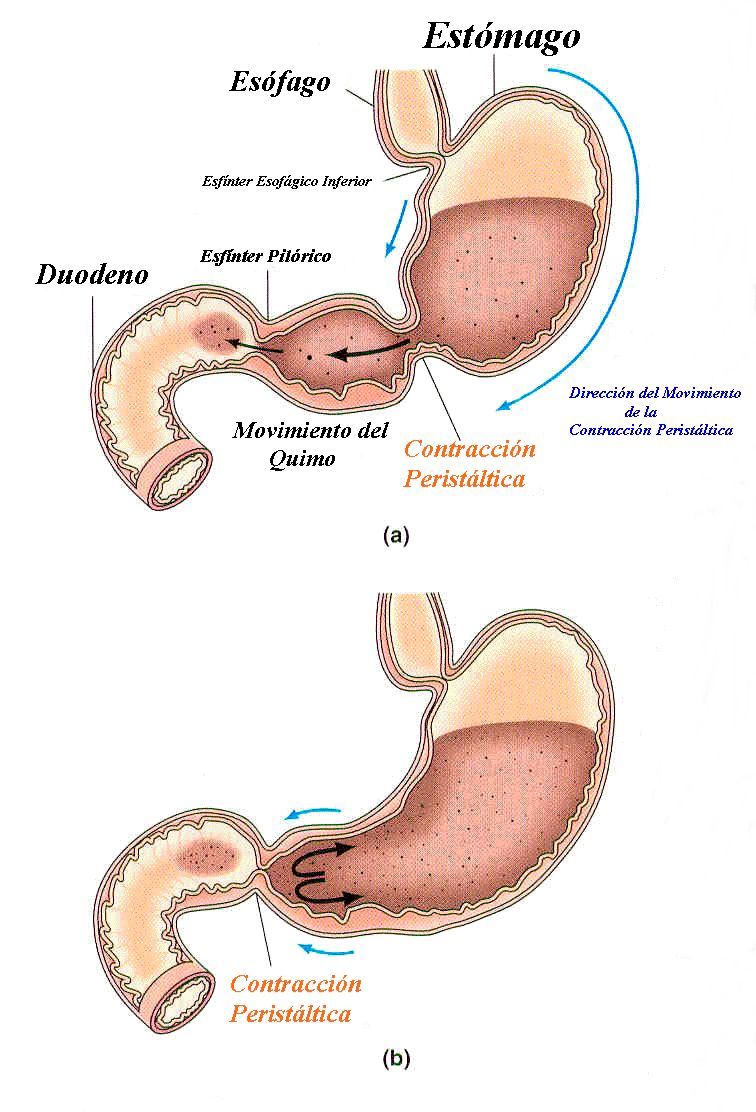
A. Vaciado gástrico
B. Mezclado Gástrico.

El vaciamiento gástrico consiste en el pasaje del quimo ya formado en cantidades fraccionadas hacia el duodeno, con la finalidad de no saturar los mecanismos de absorción y digestión del intestino.

Este proceso se produce gracias a las ondas peristálticas provocadas por la contracción de las fibras de la capa muscular de la pared del estómago.
La contracción peristáltica que se origina en la parte superior del fundus gástrico, se propaga hacia abajo, en dirección al esfínter pilórico, siendo cada vez más vigorosa. A medida que la fuerte contracción peristáltica antral propulsa el quimo hacia adelante, una pequeña porción de este escapa a través del píloro abierto hasta alcanzar el duodeno. Cuanto más fuerte sea la contracción antral, más quimo se vacía con cada onda contráctil.

## Enfermedades
- Gastritis.
- Úlcera péptica.
- Cáncer gástrico.
- Enfermedad de Menetrier.
- Estenosis pilórica.
- Reflujo gastroesofágico.[25]
- Hernia de hiato. Consiste en la protrusión del estómago a través del hiato esofágico, penetrando por tanto en el tórax. Muchos pacientes que presentan hernias hiatales no presentan apenas síntomas y no requieren tratamiento. En los casos más graves es precisa la cirugía.[26]
- Helicobacter pylori. Se estima que más de dos tercios de la población mundial se encuentra infectada por esta bacteria que vive en el epitelio gástrico.[cita requerida] Históricamente, se creía que el ambiente sumamente ácido del estómago mantendría este órgano inmune a la infección. Sin embargo, diversos estudios [¿cuál?] han demostrado que la bacteria helicobacter pylori puede colonizar el estómago y contribuir a la aparición de úlceras de estómago, gastritis y cáncer gástrico. Este microorganismo es capaz de sobrevivir en el estómago gracias a que produce una enzima llamada ureasa que metaboliza el amoniaco y el dióxido de carbono para neutralizar el ácido clorhídrico.[cita requerida]

## En otras especies
Aunque la forma precisa y tamaño del estómago varía ampliamente entre diferentes especies de vertebrados, las posiciones relativas de las aberturas esofágicas y duodenales se mantienen relativamente constantes. Las lampreas, mixinos, quimeras, peces pulmonados, y algunos peces teleósteos no tienen estómago y se produce la apertura del esófago directamente en el ano. Estos animales realizan dietas que o bien requieren poco almacenamiento de alimentos, o ningún proceso de predigestión con jugos gástricos, o ambos.
El revestimiento gástrico se suele dividir en dos regiones, una porción anterior bordeado por las glándulas fúndicas y una posterior con glándulas pilóricas. Las glándulas del cardias son exclusivas de los mamíferos, aunque están ausentes en varias especies, la distribución de estas glándulas varían entre las especies, y no siempre se corresponden con las mismas regiones como en el hombre. Además, en muchos mamíferos no humanos, una porción de la parte anterior del estómago a las glándulas del cardias se alinea con epitelio esencialmente idéntica a la del esófago. Los rumiantes tienen un estómago complejo formada por varias cámaras.
En las aves y cocodrilos, el estómago se divide en dos regiones. En sentido anterior es una región tubular estrecha, el proventrículo, bordeada por las glándulas fúndicas, y conectando el verdadero estómago para el cultivo. Más allá se encuentra la molleja muscular de gran alcance, bordeada por las glándulas pilóricas, y, en algunas especies, que contiene piedras que el animal se traga para ayudar a triturar los alimentos.

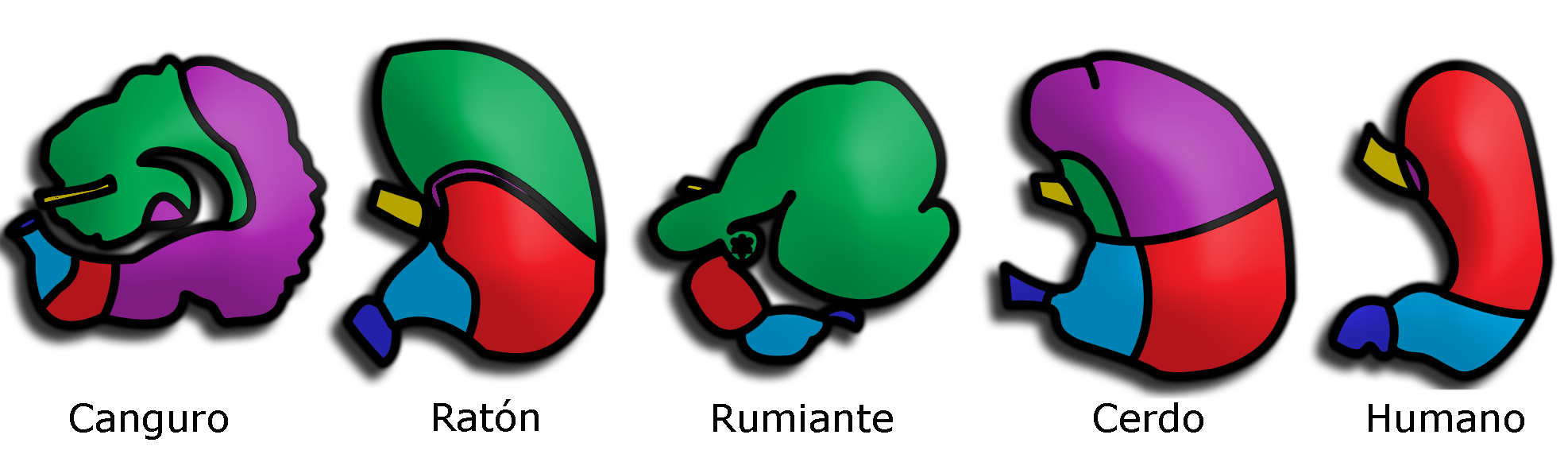
Comparación de las regiones glandulares del estómago de varias especies de mamíferos. Amarillo: esófago; verde: epitelio aglandular; púrpura: glándulas del cardias; rojo: glándulas gástricas; azul: glándulas pilóricas; azul oscuro: duodeno.

## Sistema nervioso entérico
El estómago y todo el aparato gastrointestinal contine el sistema nervioso entérico, conformado por alrededor de 100 millones (100  000  000) de neuronas, lo cual lo convierte en un punto clave de sensibilidad, puesto que mantienen una comunicación bidireccional con el sistema nervioso central, lo cual se transforma en señales que se envían directamente al cerebro.

## Imágenes adicionales
| |
| Partes del estómago: 1) Esófago 2) Cardias 3) Fundus 4) Membrana mucosa 5) Capas musculares 6) Mucosa gástrica 7) Pliegues gástricos 8) Antro 9) Píloro 10) Duodeno |